# Кафяв пеликан
Кафяв пеликан (Pelecanus occidentalis) е най-малкият от осемте вида пеликани. Въпреки това той е голяма водолюбива птица, достигайки височина от 137 cm, има размах на крилете от 1,83 до 2.5 m и маса 4,5 kg. Среща се по тихоокеанското и атлантическото крайбрежие на Северна и Южна Америка, Карибските и Галапагоските острови. Перата му са кафяви, с изключение на главата, където са бели до жълтеникави, клюнът му е сив, а краката черни. Храни се с ракообразни, скариди и риба. В САЩ е обявен за застрашен вид на 13 октомври 1970 г. В Червения списък на световнозастрашените видове (IUCN Red List) е класифициран в категория незастрашен (Least Concern LC).

## Подвидове
- P. o. californicus – Калифорнийски кафяв пеликан
- P. o. carolinensis – Източен кафяв пеликан
- P. o. murphyi
- P. o. occidentalis – Карибски кафяв пеликан
- P. o. urinator – Галапагоски кафяв пеликан